# Mannesmann

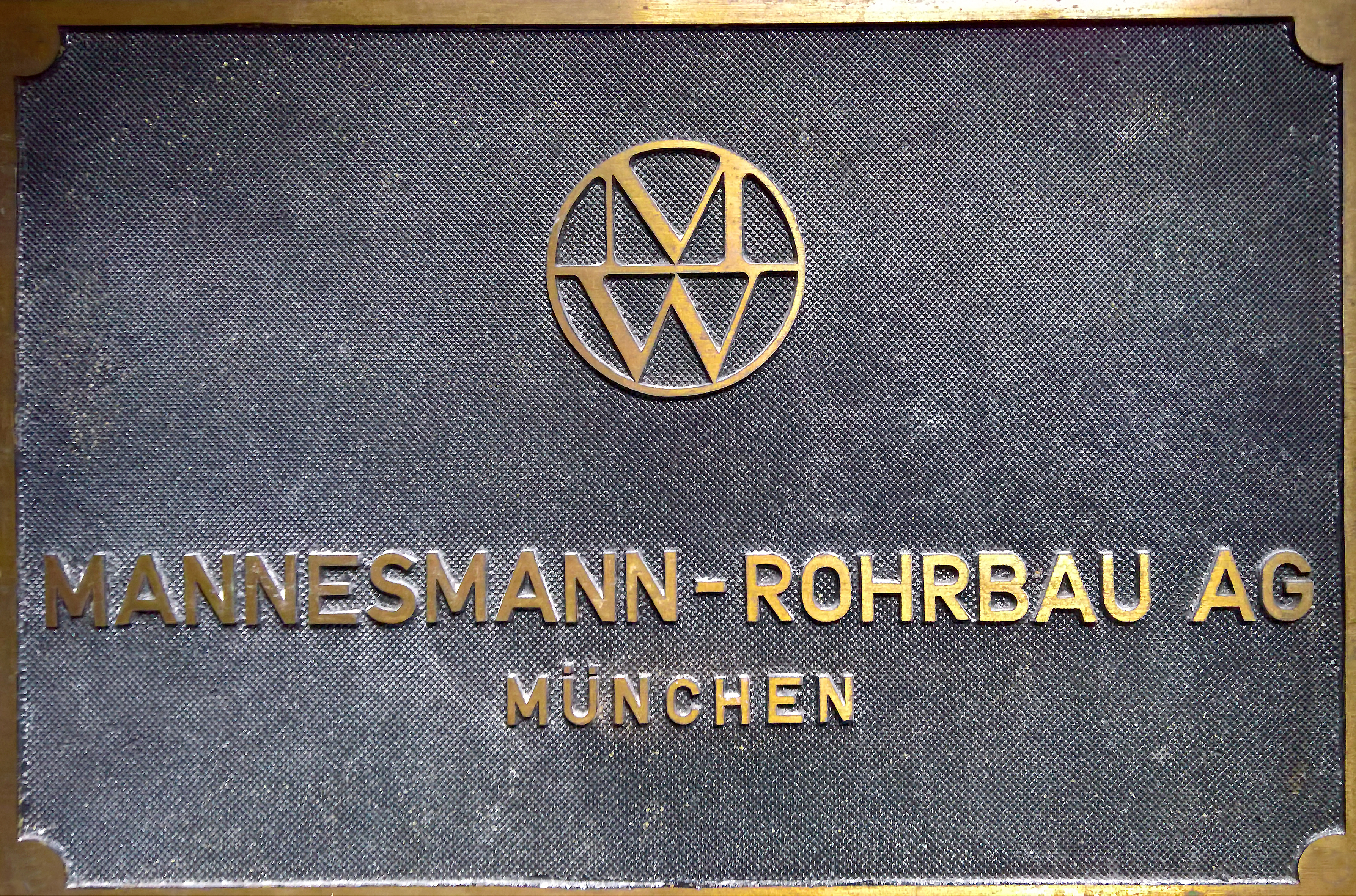
Escudo de latão de Mannesmann-Rohrbau AG - Munique

O Grupo empresarial alemão Mannesmann fundou-se em 1890 como produtor de tubos de linha de aço de carbono, com o nome “Deutsch-Österreichische Mannesmannröhren-Werke  AG”, que se pode traduzir como “Fabricas de tubos Alemãs- Austríacas Mannesmann AG” A gama de produtos da Mannesmann cresceu no século XX, expandindo para muitos outros setores – começando por vários produtos de aço e comercio, até engenharia mecânica e eléctrica, automotivo e telecomunicações. Em 1955, a parte administrativa do conglomerado mudou o nome para Mannesmann AG com sede em Düsseldorf.
O sucesso particular da parte corporativa de telecomunicações, que começou em 1990, foi o principal motivo da empresa britânica de telecomunicações Vodafone ter tomado o controle da Mannesmann no ano de 2000 – o que continua sendo uma das maiores aquisições empresariais do mundo. O Grupo Mannesmann naquele momento tinha 130,860 empregados pelo mundo e faturava € 23.27 bilhões.
Após a conclusão do negocio com Vodafone, o nome Mannesmann parou de existir nos setores de engenharia, automotivo e telecomunicações. No entanto continua vital na indústria metalúrgica, particularmente na de tubos de aço de carbono e na indústria de tubagem, porque o grande produtor de aço Salzgitter AG adquiriu a mais tradicional divisão da Mannesmann, a parte que produz tubagens dentro da Mannesmannröhren-Werke AG (atualmente Mannesmannröhren-Werke GmbH) junto com a marca Mannesmann.

## Historia

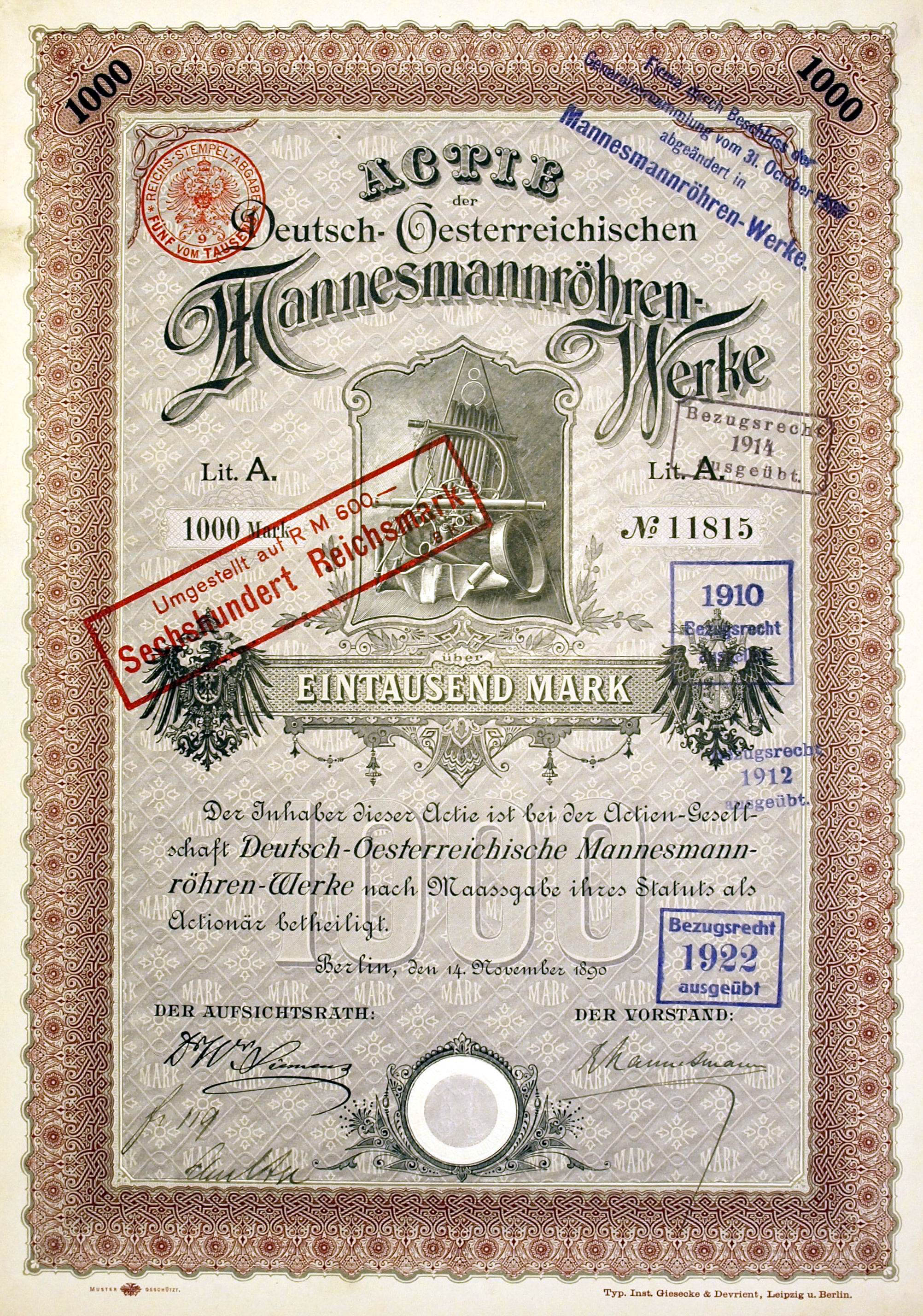
Título de ação.

### Fundação e subida internacional como produtor de tubagens
Em 1886, os irmãos alemães, Reinhard (1856-1922) e Max Mannesmann (1857-1915) receberam a primeira patente para sua invenção de um processo giratório de tubos sem costura (processo Mannesmann). Entre 1887 e 1889 eles fundaram fabricas de tubagem com diferentes sócios e negócios em  Bous/Alemania, emChomutov/Boémia, em Landore/ País de Gales  e em sua cidade natal Remscheid/Alemania. Por motivos técnicos e financeiros na fundação, as fabricas de tubagem existentes no continente foram unificadas na empresa Deutsch-Österreichische Mannesmannröhren-Werke AG em 1890. A sede desta nova empresa foi em Berlin.  Reinhard e Max Mannesmann formaram o primeiro conselho de direção, mas deixaram-no em 1893. Neste ano a sede da empresa mudou-se para Düsseldorf - a central da indústria de tubagem nesta época. A empresa novamente mudou de nome para Mannesmannröhren-Werke AG em 1908.
Nos anos seguintes a posição da empresa no setor de exportação, o qual desde o principio foi muito importante, concentrou-se e expandiu com a aquisição da fabrica de tubagem Mannesmann em Landore/Wales e a fundação da fabrica de tubos em Dalmine/Itália. Em seguida fundaram-se sucursais e escritórios de vendas diretas, alguns com oficinas e capacidades para construção de dutos, em colaboração com empresas locais bem estabelecidas por todo o mundo, especialmente na América do Sul, Ásia e África do Sul. Além disso, Mannesmannröhren-Werke começou a produzir tubos com costura, tubos de aço inoxidável e outros tipos de tubagens. A empresa tornou-se o produtor líder mundial em tubos de aço.

### Desenvolvimento para um conglomerado de carvão e aço
Nas primeiras décadas de sua existência, Mannesmann foi somente produtor. Por este motivo sempre ficou muito dependente das entregas de matérias primas por terceiros. Para reduzir este risco associado, na primeira metade do século XX a empresa começou a crescer, para um grupo de ferro e aço, verticalmente integrado. O grupo teve sua própria produção de minerais e carvão, fabricação de aço e seus processamentos, assim como um departamento de comercio integrado. Nos anos 50, Mannesmann fundou fabricas de tubagem no Brasil, Canadá e na Turquia.

### Diversificação adicional
Em 1955, a parte administrativa do conglomerado foi renomeada para Mannesmann AG. O grupo continuou seu desenvolvimento para um conglomerado altamente diversificado. Os setores corporativos de engenharia e automotivo fundados no final dos anos 1960 formaram parte de famosas empresas como Rexroth, Demag, Dematic, Sachs, VDO, Boge, Kienzle, Krauss-Maffei, Hartmann & Braun e Tally. Dentro do grupo Mannesmann diversas destas empresas tornaram-se líderes do mercado de seus devidos setores.

### Telecomunicações
Em 1990, apos a liberação do mercado de telecomunicações na Alemanha, Mannesmann fundou um novo setor de comercio e estabeleceu a primeira rede de telefonia celular em propriedade privada, conhecida como D2 Mannesmann. A empresa da rede batizou-se Mannesmann Mobilfunk GmbH. Foi o principal competidor do operador dominante, T-Mobile da Deutsche Telekom, também conhecido como D1. Além disso, Mannesmann estendeu seu departamento de telecomunicações com serviços integrais cobrindo rede móvel e fixa de telefonia, internet e tele comercio com empresas na Alemanha, Itália, Reino Unido e Áustria

### Aquisição por Vodafone e as consequências
O setor de telecomunicações da Mannesmann foi muito exitoso por toda a Europa. Em 1999 desenvolveu um plano para separar os restantes setores. Através de uma transição das ações das devidas empresas para uma nova chamada Mannesmann Atecs GmbH, as divisões industriais foram unificadas numa companhia distinta, assim formando uma das maiores empresas listada no index da bolsa alemã  DAX.  Porém, antes de realizar estes planos, numa batalha histórica de aquisições empresariais, a qual tomou vários meses, a empresa britânica de telecomunicações Vodafone no ano de 2000 terminou por  adquirir a Mannesmann. Em 04. Fevereiro de 2000 o conselho administrativo da Mannesmann concordou com a fusão pelo valor de € 190 bilhões, sendo assim a aquisição mais alta até a esta data e continuando ainda entre as mais altas na história. O setor de telecomunicações da Mannesmann consequentemente foi incorporado no grupo Vodafone. Logo após a este negocio, as restantes divisões foram vendidas a outras empresas. As origens da Mannesmann, a produção de tubos pela Mannesmannröhren-Werke AG, foram vendidas a Salzgitter AG, junto com a marca Mannesmann.

## Controvérsias
Na Segunda Guerra Mundial, Mannesmann foi presidida pelo  partido Nazi e seu ativista Wilhelm Zangen, utilizando  trabalho escravo em suas fabricas. Zangen foi detido por quatro meses por este crime. Apesar disso desempenhou vários cargos de alto nível na Mannesmann até sua aposentadoria em 1966.
Mannesmann foi adquirido pelo grupo Vodafone plc. no ano de 2000. O negocio livre de impostos realizou-se com 53.7 ações da Vodafone por cada ação da Mannesmann.  Foi uma aquisição controversa, porque nunca antes na Alemanha uma empresa estrangeira tomou posse de uma empresa tão grande e exitosa como a Mannesmann numa aquisição hostil. Suspeita-se que a fusão foi desenhada num negocio privado entre o conselho administrativo da Mannesmann e a Vodafone. Ponta de lança deste negocio foram o CEO de Vodafone, Chris Gent e Scott Mead da Goldman Sachs, que foi o aconselhador chefe do negocio. As circunstancias do negocio e as particularmente altas indenizações por cessação de funções (não só pelas normas alemãs) pagas a gerentes de alto nível da Mannesmann, 2004 conduziu a um processo jurídico no Landgericht Düsseldorf (tribunal distrital) – conhecido pela causa Mannesmann. Os acusados, entre outros o presidente do conselho administrativo no momento da aquisição, Josef Ackermann, e o anterior CEO, Klaus Esser, tiveram sua liberdade integralmente garantida. Porém, despois de processos de revisão, o Bundesgerichtshof ( Tribunal Federal da Justiça) negou a decisão anterior do Landgericht, devolvendo-lhe o caso para desenrolar um novo processo judiciário.  Em 29. Novembro 2006 o processo terminou com um acordo dos acusados para pagar indenizações somando em milhões de Euros.

## Subsidiários individuais
Mannesmann Arcor foi um provedor de telefonia de linha fixa e internet. Vodafone ficou dono único desde Maio 2008, quando a Deutsche Bahn (18,7%) e a Deutsche Bank (8,18%) lhes venderam suas participações.
A Mannesmann concentrava em Minas Gerais unidades de mineração (Mina Pau Branco, Brumadinho) e siderurgia (Usina Barreiro, Belo Horizonte), adquirida pela francesa Vallourec, passou a ser Vallourec & Mannesmann Tubes, com a sua aquisição total hoje é Vallourec Soluções Tubulares do Brasil.

## Referencias
1. ↑  Wessel, Horst A.: Mannesmann 1890: A European Enterprise with an International Perspective, in: The Journal of European Economic History, Vol. 29, 2000, pp. 335-356 (inglês)
2. 1 2 3  Wessel, Horst A.: Kontinuität im Wandel. 100 Jahre Mannesmann, Düsseldorf 1990 (alemão)
3. ↑  International Directory of Company Histories, Vol 38, 2001
4. ↑  http://www.fundinguniverse.com/company-histories/mannesmann-ag-history/ (inglês)
5. 1 2  International Directory of Company Histories, Vol 38, 2001 (inglês)
6. ↑  http://www.fundinguniverse.com/company-histories/mannesmann-ag-history/ (inglês)
7. ↑  «Profile: Mannesmann turning pipes into phones (inglês)». BBC. 21 de janeiro de 2000
8. ↑  «Mannesmann: The mother of all takeovers(inglês)». Deutsche Welle. 27 de fevereiro de 2006
9. ↑  http://geschichte.salzgitter-ag.com/en/faqs/mannesmann-group-after-the-vodafone-take-over.html Arquivado em 20 de setembro de  2016, no Wayback Machine. (inglês)
10. ↑  http://www.vodafone.com/content/index/media/vodafone-group-releases/2000/press_release30_051.html (inglês)
11. ↑  Wistrich, Robert S. (2001). Who's who in Nazi Germany (3 ed.). Routledge, p. 183 (inglês)
12. ↑  S. Jonathan Wiesen, West German Industry and the Challenge of the Nazi Past, 1945-1955, UNC Press Books, 2004, p. 28 (inglês)
13. ↑  «Deutsche Bank Chief Walks Free in Mannesmann Trial (inglese)». Deutsche Welle. 29 de novembro de 2006
14. ↑  «Deutsche Bank Chief Settles Mannesmann Suit (inglese)». Dealbook. 27 de novembro de 2006
15. ↑  «Vodafone übernimmt restliche Arcor-Anteile (tedesco)». Handelsblatt. 20 de maio de 2008